# Договор Насух-паши
Договор Насух-паши — договор между Сефевидской Персией и Османской империей, подписанный 20 ноября 1612 года.

## Предыстория
В 1590 году персидский шах Аббас I Великий был вынужден уступить Закавказье Османской империи. Однако в 1593 году Османская империя втянулась в длительную войну в Европе. Шах Аббас подготовил сильную армию и, когда в 1603 году на трон Османской империи взошёл 14-летний Ахмед I, начал новую войну с турками. В 1612 году новый великий визирь Османской империи Насух-паша подписал с персами мирный договор.

## Условия договора
В соответствии с условиями договора
- Османская империя возвращала Персии все земли, отобранные в 1590 году
- подтверждалась граница между двумя странами, установленная миром в Амасье 1555 года
- Персия соглашалась на выплату ежегодной дани размером в 200 тюков шёлка
- персидские паломники теперь должны были следовать на хадж не через Ирак, а через Сирию

## Итоги и последствия
Прежде чем был ратифицирован мирный договор, у турецкого султана попросили защиты два грузинских князя. Это спровоцировало шаха Аббаса на удар, который турки истолковали как нарушение перемирия, и война возобновилась.